# Splendrillia jarosae
Splendrillia jarosae é uma espécie de gastrópode do gênero Splendrillia, pertencente a família Drilliidae.